# Teoria da contingência

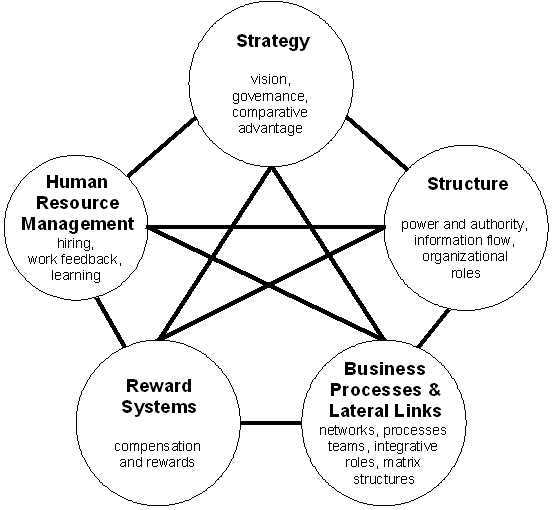
Ciclo de contingenciamento

A teoria da contingência ou teoria contingencial enfatiza que não há nada de absoluto nas organizações ou na teoria administrativa. Tudo é relativo. Tudo depende. A abordagem contingencial explica que existe uma relação funcional entre as condições do ambiente e as técnicas administrativas apropriadas para o alcance eficaz dos objetivos da organização. As variáveis ambientais são variáveis independentes, enquanto as técnicas administrativas são variáveis dependentes dentro de uma relação funcional. Na realidade, não existe uma causalidade direta entre essas variáveis independentes e dependentes, pois o ambiente não causa a ocorrência de técnicas administrativas. Em vez de relação de causa e efeito entre as variáveis do ambiente (independentes) e as variáveis administrativas (dependentes), existe uma relação funcional entre elas. Essa relação funcional é do tipo "se então" e pode levar a um alcance eficaz dos objetivos da organização.
A relação funcional entre as variáveis independentes e dependentes não implica que haja uma relação de causa e efeito, pois a gestão é ativa e não passivamente dependente na prática da gestão contingencial. O reconhecimento, diagnóstico e adaptação à situação são certamente importantes, porém, eles não são suficientes. As relações funcionais entre as condições ambientais e as práticas administrativas devem ser constantemente identificadas e especificadas.
Segundo Chiavenato (2004, p. 22), "as empresas bem sucedidas são aquelas que conseguem adaptar-se adequadamente às demandas ambientais." As características das organizações dependem das características do ambiente que estão inseridas. Nesse sentido, o ambiente molda as organizações.

## Teoria
A Teoria contingencial nasceu a partir de uma série de pesquisas feitas para verificar quais os modelos de estrutura organizacionais mais eficazes em determinados tipos de indústrias. Essas pesquisas e estudos foram contingentes na medida em que procuravam compreender e explicar o modo pelo qual as empresas funcionavam em diferentes condições. Estas condições variam de acordo com o ambiente ou contexto que as empresas escolheram como seu domínio de operações. Por outras palavras, essas condições são ditadas de acordo com o seu ambiente externo. Essas contingências externas podem ser consideradas como oportunidades ou como restrições que influenciam a estrutura e os processos internos das organizações.
Pesquisas foram realizadas na década de 1960 sobre a relação entre modelos de estruturas organizacionais e a eficácia em determinados tipos de indústria. Os resultados surpreenderam, pois indicava que não havia uma forma melhor ou única, e sim que tanto a estrutura quanto o funcionamento das organizações dependiam da relação com o ambiente externo. Abordaremos cinco das principais pesquisas.
- Pesquisa de Alfred D. Chandler – sobre estratégia e estrutura organizacional envolvendo o processo histórico das grandes empresas Du Pont, General Motors, Sears e Standard Oil. A conclusão de Chandler é de que, na historia industrial dos últimos cem anos, a estrutura organizacional das grandes empresas americanas foi sendo gradualmente determinada pela sua estratégia de mercado. A estrutura organizacional corresponde ao desenho da organização, isto é, à forma organizacional que ela assumiu para integrar seus recursos, enquanto a estratégia corresponde ao plano global de alocação dos recursos para atender a uma procura do ambiente. As organizações passaram por um processo histórico envolvendo quatro fases iniciais distintas:
  - acumulação de recursos: nesta fase as empresas preferiram ampliar suas instalações de produção a organizar uma rede de distribuição. A preocupação com matérias-primas favoreceu o crescimento dos órgãos de compra e aquisição de empresas fornecedoras que detinham o mercado de matéria-prima. Daí o controle por integração vertical que permitiu o aparecimento das economias de escala.
  - racionalização do uso de recursos: as empresas verticalmente integradas tornaram-se grandes e precisavam ser organizadas, pois acumularam mais recursos do que era necessário. Os custos precisavam ser contidos por meio da criação de uma estrutura funcional, os lucros dependiam da racionalização da empresa e sua estrutura deveria ser adequada às oscilações do mercado. Para reduzir os risco das flutuações do mercado, as empresas se preocuparam com o planejamento, organização e coordenação.
  - continuação do crescimento: a reorganização geral das empresas na segunda fase possibilitou um aumento da eficiência, fazendo a diferença de custo entre as várias empresas diminuírem. Daí a decisão para a diversificação e a procura de novos produtos e novos mercados.
  - racionalização do uso dos recursos em expansão: a ênfase reside na estratégia de mercado para abranger novas linhas de produtos e novos mercados. Os canais de autoridade e de comunicação da estrutura funcional, inadequados para responder à complexidade crescente de produtos e operações, levaram à nova estrutura divisional departamentalizada. Cada linha principal de produtos passou a ser administrada por uma divisão autônoma e integrada que envolvia todas as funções de staff necessárias. Daí a necessidade de racionalizar a aplicação dos recursos em expansão, a preocupação crescente com o planejamento de longo prazo, a gestão voltada para objetivos e a avaliação do desempenho de cada divisão. Conclusão: Diferentes ambientes levam as empresas a adoptar diferentes estratégias, que exigem diferentes estruturas organizacionais.

- Pesquisa de T. Burns e G.M. Stalker: sobre organizações mecanísticas e orgânicas. Pesquisaram para verificar a relação existente entre as praticas administrativas e o ambiente externo dessas organizações. Ficaram impressionadas com os métodos nitidamente diferentes encontrados. Classificaram as indústrias pesquisadas em dois tipos: organização “mecanísticas” e “orgânicas”. Verificaram as práticas administrativas e as relações com o ambiente externo das organizações mecanicistas (burocrática, permanente, rígida, definitiva e baseada na hierarquia e no comando) e orgânicas (flexível, mutável, adaptativa, transitória e baseada no conhecimento e na consulta).

As organizações mecanísticas apresentam as seguintes características:
- Estrutura burocrática organizada a partir de uma minuciosa divisão de trabalho. A organização se caracteriza por ciclos de atividades rotineiras que se repetem indefinidamente.
- Cargos ocupados por especialistas  nas respectivas tarefas com atribuições fixas, definidas e delimitadas. Cada um executa sua tarefa como se fosse distinta e separada das demais.
- Centralização das decisões: tomadas somente pela cúpula da organização
- Hierarquia de autoridade rígida: com pouca permeabilidade entre os níveis hierárquicos, autoridade baseada na posição.
- Sistemas rígido de controle: com estreita amplitude administrativa pela qual cada supervisor tem um numero determinado de subordinados.
- Sistema simples de comunicação: o fluxo de informação quase sempre conduz mais ordens de cima para baixo do que dados e retorno de baixo para cima.
- Predomínio da interação vertical: entre superior e subordinado.
- Ênfase nas regras e nos procedimentos: formalizados por escrito e que servem para definir os comportamentos das pessoas
- Ênfase nos princípios universais da gestão: princípios funcionam como norma sobre como a empresa deve ser organizada e dirigida.
- Na realidade a organização mecanísticas funciona como um sistema mecânico, fechado e introspectivo, determinístico e racional, voltado para si mesmo e ignorando totalmente o que ocorre no ambiente externo que o envolver

As organizações orgânicas apresentam:
- Estrutura organizacional flexível e adaptável
- Os cargos são continuamente modificados e redefinidos
- Descentralização das decisões
- Hierarquia flexível
- Amplitude de comando do supervisor e extensa
- Maior confiabilidade nas comunicações informais
- Predomínio da interação lateral e horizontal
- Ênfase nos princípios do bom relacionamento humano
- Na realidade as organizações orgânicas funcionam como um sistema vivo, aberto e complexo, extrovertido e voltado principalmente para a sua interação com o ambiente externo. A adaptação e o ajustamento as demandas ambientais provocam constantes mudanças internas na organização.

Conclusão: Há uma espécie de seleção natural do tipo: sistemas mecanicistas sobrevivem em ambientes imutáveis e estáveis, e sistemas orgânicos se adaptam bem a ambientes instáveis e turbulentos.
C) Pesquisa de F. E. Emery e E.L. Trist: sobre os contextos ambientais e suas conseqüências para as organizações. Eles procuravam identificar o processo e as reações que ocorrem no ambiente como um todo, no sentido de classificar a natureza do ambiente que circunda a organização e as consequências da natureza ambiental sobre a natureza da organização. Para ambos existem quatro tipos de contexto ambiental, cada qual proporcionando determinada estrutura e comportamentos organizacionais.
Identificaram 4 tipos de ambientes:
- meio plácido e aleatório: concorrência pura, produtos homogêneos e muitas empresas pequenas que não conseguem sozinhas influenciar o mercado. Justamente pelo seu pequeno tamanho, a organização não pode afetar as outras organizações do ambiente.  Essas organizações sobrevivem em pequenas unidades, isoladas, e dificilmente se adaptariam a um outro tipo de ambiente: são bares, mercearias e pequenas oficinas.

- meio plácido e segmentado: concorrência monopolística, produtos diferenciados e organizações de médio porte com alguns controles sobre o mercado.  Dentro das condições ambientais as organizações tendem a crescer em tamanho, tornam-se multifuncionais e muito hierarquizadas e possuem controle e coordenação centralizados.

- meio perturbado e reativo: neste ambiente mais dinâmico que estático, desenvolvem-se organizações do mesmo tamanho, tipo, objetivos, dispondo das mesmas informações e pretendendo o mesmo mercado. Neste contexto ambiental, as confrontações não ocorrem mais ao acaso, uma vez que todos sabem o que os outros pretendem fazer e aonde a organização quer chegar. Oligopólio, poucas e grandes organizações dominantes do mercado. Bancos, concessionárias. Surgem rivalidades, tornando necessário o conhecimento das reações dos rivais. Exemplo organizações que atuam num mercado estreitamente disputado, como companhias de petróleo ou de cimento.

- meio de campos turbulentos: caracterizam-se pela complexidade, turbulência e dinamicidade. Entretanto, esta dinamicidade não é causada somente pela presença de outras organizações, mais pelo complexo dinâmico de forças existente no próprio ambiente. Esta condição requer um relacionamento que, enquanto maximiza a cooperação, reconhece a autonomia de cada organização. Além da cooperação interorganizacional, ocorre neste tipo de ambiente uma continua mudança associada com inovação, provocando relevantes incertezas. Forte impulso para pesquisa e desenvolvimento ou tecnologia avançada. Mercado monopólio puro, uma ou pouquíssimas organizações controladoras do mercado.

D) Pesquisa de P.R.Lawrence  e J.W. Lorsch: sobre a defrontação entre organizações e ambiente, envolvendo dez empresas (plásticos, alimentos e recipientes), concluíram que os problemas básicos são:
- Diferenciação: à divisão da organização em subsistemas ou departamentos cada qual desempenham uma tarefa especializada em um contexto ambiental também especializado. Cada subsistema ou departamento tende a reagir unicamente àquela parte do ambiente que é relevante para a sua própria tarefa especializada. Se houver diferenciação ambiental, aparecerão diferenciações na estrutura organizacional e na abordagem empregada pelos departamentos: do ambiente geral emergem assim ambientes específicos, a cada qual correspondendo um subsistema ou departamento da organização.  Cada subsistema da empresa reage apenas à parte do ambiente que é relevante às suas atividades.

- Diferenciação versus integração: ambos os estados – diferenciação e integração – são opostos e antagônicos: quanto mais diferenciada é uma organização, mais difícil é a solução de pontos de vista conflitantes dos departamentos e a obtenção de colaboração efetiva.

- Integração: refere-se ao processo oposto, isto é, ao processo gerado por pressões vindas do ambiente global da organização para alcançar unidades de esforços e coordenação entre os vários departamentos. as partes de uma empresa constituem um todo indissolúvel e nenhuma parte pode ser afetada sem afetar as outras partes.

Esta pesquisa levou à formulação da Teoria da Contingência: não existe uma única forma melhor de organizar, em vez disso, as organizações precisam ser sistematicamente ajustadas às condições ambientais. Assim, a Teoria da Contingência apresenta os seguintes aspectos básicos:
- A organização é de natureza sistemática; ela é um sistema aberto.
- As variáveis organizacionais apresentam um complexo inter-relacionamento entre si e com o ambiente.

## Ambiente
Ambiente é tudo o que acontece externamente, mas influenciando internamente uma organização. A Análise do Ambiente foi iniciada pelos estruturalistas, como a análise tinha abordagem de sistemas abertos aumentou o estudo do meio ambiente como base para verificar a eficácia das organizações, mas nem toda a preocupação foi capaz de produzir total entendimento do meio ambiente. As teorias da gestão têm ênfase no interior e exterior da organização. O ambiente geral e o ambiente da tarefa.
O ambiente geral é o genérico e comum que afeta direta ou indiretamente toda e qualquer organização, é constituído de um conjunto de condições semelhantes, são elas tecnológicas, legais, políticas, econômicas, demográficas, ecológicas ou culturais.
Tecnológica é quando ocorre desenvolvimento tecnológico nas outras organizações, é preciso se adaptar para não perder a competitividade. As condições legais constituem a legislação, são leis trabalhistas, fiscais, civis, de carácter comercial, etc.
As condições políticas são decisões e definições políticas. As condições econômicas constituem o que determina o desenvolvimento econômico. Inflação, balança de pagamentos do país, distribuição de renda interna, etc; são problemas econômicos que não passam despercebidos pela organização. A condição demográfica determina o mercado de acordo com a taxa de crescimento, população, raça, religião, distribuição geográfica, etc.  A condição cultural é a expectativa da população que interfere no consumo. Todas essas condições interagem entre si, e suas forças juntas têm efeito sistêmico.

### Tipologia de Ambientes
O ambiente é um só, mas as organizações estão expostas a apenas uma parte dele que pode ser diferente das demais, é dividido em tipologias e são características do ambiente de tarefas.
Os ambientes podem ser homogêneos ou heterogêneos de acordo com a estrutura.
- É homogêneo quando há pouca mistura de mercados;
- É heterogêneo quando existe diferenciamento múltiplo nos mercados.

Os ambientes podem ser classificados estáveis ou instáveis de acordo com sua dinâmica:
- É estável quando quase não ocorrem mudanças, e quando ocorrem, são previsíveis.
- É instável quando há mudanças o tempo inteiro, essas mudanças geram a incerteza. (Inovação e Criatividade, ênfase na eficácia, reações variadas e inovadoras, etc).

O ambiente homogêneo terá diferenciação menor e os problemas poderão ser tratados de forma simples, com pouca departamentalização. O mesmo acontece com a estabilidade e instabilidade.
Quanto mais estável menor a contingência, permitindo uma estrutura burocrática e conservadora, porém quanto mais instável, maior a contingência e maior a incerteza, porque há uma estrutura organizacional mutável e inovadora

## Tecnologia
Toda organização tem que adaptar uma tecnologia podendo ser obsoleta, isto é, grosseira, rude ou sofisticada, como o uso de computadores, mas todas as organizações precisam de uma tecnologia para funcionarem e chegarem aos fins desejados.
Na parte administrativa, a tecnologia é desenvolvida nas organizações através do Know-how, os resultados são obtidos com os serviços e produtos.
A tecnologia não incorporada são as pessoas competentes para desenvolver sua função dentro da empresa. A tecnologia incorporada é o capital (dinheiro), matérias-primas etc. A tecnologia, seja ela qual for, está presente no dia a dia das empresas, transformando as matérias-primas em produtos consumíveis e produtivos para a humanidade.
A tecnologia variável ambiental é aquela que assume a tecnologia criada para outras empresas de seu ambiente de tarefa em seus sistemas de dentro para fora. A tecnologia variável organizacional, quando a tecnologia esta presente em sua empresa, influencia e desempenha melhor em seu ambiente de tarefa.

## Tipologia de Thompson
Para a empresa alcançar os seus objetivos deve contar com o conhecimento humano onde o homem conduz para um resultado satisfatório, isto é, a tecnologia pode ser avaliada por critérios instrumental (conduzido à resultados desejados) e critérios econômicos (resultados desejados com poucas despesas).
A perfeição instrumental é quando se produz um produto padrão com taxa constante, porque com as experiências adquiridas dos trabalhadores, reduz a perda de material e pode levar a modificação de maquinaria.
A tecnologia mediadora é quando os clientes são interdependentes, necessitam de uma empresa mediadora para ajudá-los a alcançar seus objetivos.
Tecnologia intensiva consiste em diversas habilidades, especializações, técnicas variadas para modificar um único objectivo. Thompson classifica a tecnologia flexível, assim: as máquinas, o conhecimento técnico e as matérias-primas são usados para outros produtos ou serviços e a tecnologia fixa não permite utilização em outros produtos ou serviços.

## Tipologia da Tecnologia
Tecnologia fixa e produto concreto: provém de empresas onde a mudança tecnológica é muito menor, existindo uns problemas, o que não aceite seus produtos. Ex: o ramo automóvel.
Tecnologia fixa e produto abstrato: A empresa tem capacidade de mudar segundo algumas normas impostas pela tecnologia fixa ou flexível. As partes relevantes do ambiente de tarefa precisam ser influenciadas à aceitar novos produtos que a organização oferecer, para isso a formulação da estratégia global das organizações enfatiza a obtenção do suporte ambiental necessário para a mudança. Ex: Instituições educacionais baseadas em conhecimentos que oferecem cursos especializados.
Tecnologia flexível e produto concreto: A organização efetua com facilidade mudanças para um produto novo ou diferente através das máquinas, técnicas, pessoal, conhecimento, etc. Ex: as empresas do ramo plástico, de equipamentos eletrônicos, sujeitos à mudanças, fazendo com que as tecnologias adotadas sejam constantemente reavaliadas, modificadas ou adaptadas.
Tecnologia flexível e produto abstrato: A possibilidade de mudanças são muitas e o problema maior das organizações está na escolha entre qual alternativa é a mais adequada: o consenso dos clientes (consenso externo em relação ao produto ou serviço oferecido ao mercado), ou aos processos de produção (consenso dos empregados). Ex: as organizações secretas ou mesmo abertas (mas extra-oficiais), as empresas de propaganda e de relações públicas, etc.
Todas as organizações apresentam problemas pois as contingências impostas por diferentes tecnologias são importantes para a organização e sua gestão.
Uma organização comprometida com uma tecnologia específica pode perder a chance de produzir outro produto para outras organizações de tecnologias mais flexíveis pois a cada dia a tecnologia fica mais especializada e a flexibilidade da organização de rapidamente passar de um produto para outro pode decrescer.
Se a empresa já for dotada de grandes recursos e aplicar-se em um novo campo de atividades ou produtos, pode usufruir do surgimento de novas tecnologias e assim facilitar tal chance. Mas, a medida que a tecnologia se torna mais complexa, a empresa passa a ter menos controle sobre o processo tecnológico global, e assim ficando dependente de outras empresas do ambiente de tarefa. Dependência crescente de especialistas, de treinamento prévio feito por outras organizações que exigem mais integração e coordenação.

## As Organizações e seus níveis
As organizações enfrentam desafios tanto internos como externos, independente do seu tamanho ou natureza. Elas se diferenciam em três níveis organizacionais:

### Nível Institucional ou Nível Estratégico
É o nível mais alto de uma empresa, composto pelos diretores, proprietários, acionistas e é onde as decisões são tomadas, onde são traçados os objetivos a serem alcançados.

### Nível intermédio ou mediador
É composto pela média gestão de uma empresa e se localiza entre o Nível institucional e o Nível operacional. Seu objectivo é unir internamente estes dois níveis, gerenciando o comando de ações, ajustando as decisões tomadas pelos níveis institucionais com o que é realizado pelo nível operacional.
Ao nível Intermédio está a responsabilidade também de administrar o nível operacional, pois é ele que está frente à frente com as incertezas do ambiente, intervindo e amortecendo estes impactos de forma a não prejudicar as operações internas dentro do nível.

### Nível operacional, técnico ou Núcleo técnico
Está ligado aos problemas básicos do dia a dia e é onde as tarefas e operações são realizadas, envolvendo os trabalhos básicos tanto relacionados com a produção de produtos como de serviços da organização. É um nível que comanda toda a operação de uma organização e é nele que se localizam máquinas, os equipamentos, instalações físicas, a linha de montagem, os escritórios, tendo a responsabilidade de assegurar o funcionamento de um sistema.
As organizações são, de certa forma, sistema aberto, pois muitas vezes surgem as incertezas do ambiente, contudo são capazes de se anteciparem se defendendo e se ajustando a elas.
Podem ser também sistema fechado, uma vez que este nível opera tecnologicamente com meios racionais. É eficiente, pois nela as operações seguem uma rotina e procedimentos padronizados, repetitivos.
A estrutura e o comportamento de uma organização são contingentes, porque elas enfrentam constrangimentos ligados as suas tecnologias e ambiente de tarefas.
Não há, no entanto, uma maneira específica, ou melhor, de organizar e estruturar uma organização. As contingências por serem diferente em cada organização, há uma variação em suas estruturas e comportamentos.

### Desenho organizacional
- Estrutura Matricial – Também chamada matriz, é a gestão em grade ou gestão por projecto, embora seja diferente da departamentalização por projeto, pois esta não implica uma grade ou matriz. A essência da organização matricial é combinar as duas formas de departamentalização, departamentalização funcional e de produtos e projetos – na mesma estrutura organizacional. Trata-se de uma estrutura híbrida.

- Organização por equipes – A mais recente tendência tem sido o esforço das organizações em implementar os conceitos de equipe. A cadeia vertical de comando constitui um poderoso meio de controle, mas seu ponto frágil é atirar a responsabilidade para o topo. A abordagem de equipes torna a organização mais flexível e ágil ao meio ambiente global e competitivo.

- Divisão do trabalho e especialização – Através de estudos realizados pela gestão científica, com a divisão do trabalho ocorre especialização do colaborador e consequente aumento da produção.

- Produção em série – Pelos princípios básicos de Ford, implementando a padronização e a linha de montagem, reduzem-se os custos e permite a produção em série, possibilitando produzir a preços baixos o que antes somente os ricos podiam consumir.